# Valsgård Bæk
Valsgård Bæk er en ca. fem km lang bæk der har sit udspring nord for Valsgård, nord for Mariager Fjord, nordøst for Hobro i Mariagerfjord Kommune. Den løber mod syd, forbi Hjerritsdal Vandmølle og løber ud i Mariager Fjord ved Bramslev Bakker. Den løber i en erosionsdal med  stejle skrænter, der er en brat afbrydelse af det mere jævne, højtliggende landbrugsland, der omgiver fjorden. Valsgård Bæk er bevaret stort set ureguleret, og er kun opstemmet ved Hjerritsdal vandmølle. Omkring denne store dal findes talrige sidekløfter, og flere steder skærer kløfterne sig ned til grundvandet, der trænger frem som væld og kilder. Bækken  er central i en 100 stor  hektar naturfredning der også omfatter Bramslev Bakker.  I 1971 blev 74 hektar af dalen omkring Valsgård Bæk fredet, blandt andet for at bevare de naturhistoriske og geologiske værdier. 
Yderst i ådalen findes fladtliggende havaflejringer som er afsat, da fjorden i stenalderen stod 4-5 meter højere end i dag. 

## Eksterne kilder og henvisninger
- Om Valsgård Bæk og naturfredningen på fredninger.dk
- Frisdal og Valsgaard Bæk Arkiveret 21. december 2016 hos  Wayback Machine på mariagerfjordguiden.dk

56°39′2.73″N 9°51′12.61″Ø / 56.6507583°N 9.8535028°Ø